# Víctor Pignanelli
Francisco José Antonio Pignanelli Isurralde (Montevideo, Uruguay, 17 de marzo d1932-Montevideo Uruguay, 10 de septiembre de 2006) fue un jugador y entrenador de fútbol uruguayo.

## Biografía
Inició su carrera como defensor central en los clubes uruguayos Wanderers y Peñarol. En la década de 1960 jugó para los clubes colombianos, Cúcuta Deportivo y América de Cali.
Como entrenador, dirigió en Colombia los clubes Atlético Bucaramanga (1968-69, 1975-77,1987) y América de Cali (1978). Fue entrenador en Venezuela de los clubes Deportivo Táchira, Pepeganga Margarita, Monagas Sport Club, Minervén FC, Trujillanos FC y Llaneros de Guanare. Con Pepeganga Margarita avanzó hasta los octavos de final de la Copa Libertadores 1990 y con Minervén FC llegó hasta los cuartos de final de la Copa Libertadores 1994.
En 1979 y en 1991 fue entrenador de la Selección de fútbol de Venezuela y dirigió al equipo venezolano durante la Copa América 1991. En 1992 fue entrenador de la Selección de fútbol sub-23 de Venezuela y logró en el Preolímpico Sudamericano de 1992 un empate (1-1) ante Brasil.
Falleció en la.ciudad de Montevideo rodeado de su familia y seres amados. 
Sus restos fueron cremados y depositados en su lugar favorito de su ciudad natal Montevideo.